# Aliança Livre Europeia
A Aliança Livre Europeia (ALE ou EFA na sigla inglesa) é um partido político europeu que inclui vários partidos regionalistas que procuram mais autonomia, descentralização política ou independência para a sua região.

## História
A Aliança Livre Europeia foi fundada no ano de 1981 como uma associação de partidos políticos. Na Declaração de Bruxelas de 1981, a ALE indicou que, na sua opinião, a melhor maneira de aceder a dimensão europeia é a construção de uma Europa baseada nas regiões.
Em 1994, a ALE constitui-se oficialmente como uma federação partidária europeia, em conformidade com o disposto no artigo 138.º do Tratado da União Europeia.
Em 26 de março de 2004, a ALE foi refundada, na cidade de Barcelona, como um partido político europeu, segundo o novo regulamento europeu (CE 2004/2003; decisão do Conselho Europeu e Parlamento Europeu de 2003/11/04). Em 13 de Outubro de 2004, a ALE foi reconhecida oficialmente como uma formação política europeia.
Tal como em 1999, a ALE cria uma organização de jovens, a exortar Mikel Irujo (agora deputado Eusko Alkartasuna), designada por EFA-Juvenil (ALE Young) com sede em Gazte Abertzaleak.

## Financiamento
Enquanto partido político europeu registado, o partido tem direito a financiamento público europeu, que tem recebido continuamente desde 2004.
Apresenta-se de seguida a evolução do financiamento público europeu recebido pelo partido.
Montante (€)Financiamento público europeu dos partidos políticos europeus0200.000400.000600.000800.0001.000.0001.200.0001.400.0002004200720102013201620192022Montantes máximos de financiamento públicoMontantes de financiamento público efetivamente recebidos
Em conformidade com o Regulamento relativo aos partidos políticos europeus e às fundações políticas europeias, o partido também angaria fundos privados para cofinanciar as suas actividades. A partir de 2025, os partidos europeus devem angariar, pelo menos, 10% das suas despesas reembolsáveis a partir de fontes privadas, enquanto o restante pode ser coberto através de financiamento público europeu.
Segue-se a evolução das contribuições e donativos recebidos pelo partido.
Montante (€)Contribuições angariadas pelos partidos políticos europeus30.00040.00050.00060.00070.00080.00090.000100.000110.00020042008201220162020ALE
Montante (€)Donativos angariados pelos partidos políticos europeus0200040006000800010.0002004200720102013201620192022ALE

## No Parlamento Europeu
Desde as eleições de 1999, a Aliança Livre Europeia formou uma coligação, apesar das suas diferentes ideologias, com o Partido Verde Europeu que deu origem à criação dos grupo parlamentar Verdes/Aliança Livre Europeia.
A ALE tem onze deputados no Parlamento Europeu, sete dos quais no seu grupo parlamentar e quatro no grupo dos Reformistas e Conservadores Europeus:
- Josep Maria Terricabras i Nogueras, Esquerda Republicana da Catalunha, Catalunha
- Jordi Sole, Esquerda Republicana da Catalunha, Catalunha
- Jill Evans, Plaid Cymru, País de Gales
- Ian Hudghton, Partido Nacional Escocês, Escócia
- Alyn Smith, Partido Nacional Escocês, Escócia
- Miroslav Mitrofanov , União Russa da Letónia, Letónia
- Ana Miranda Paz, Bloco Nacionalista Galego, Galiza
- Mark Demesmaeker, Nova Aliança Flamenga, Flandres, no grupo dos Reformistas e Conservadores Europeus
- Helga Stevens, Nova Aliança Flamenga, Flandres, no grupo dos Reformistas e Conservadores Europeus
- Ralph Packet, Nova Aliança Flamenga, Flandres, no grupo dos Reformistas e Conservadores Europeus
- Anneleen van Bossuyt, Nova Aliança Flamenga, Flandres, no grupo dos Reformistas e Conservadores Europeus

## Membros

### Partidos políticos
A ALE integra as seguintes organizações:

#### Membros actuais
| Organização                                  | Região ou grupo étnico                      | País                 |
| -------------------------------------------- | ------------------------------------------- | -------------------- |
| Aliança Macedónia para a Integração Europeia | Macedónios da Albânia                       | Albânia              |
| Partido Bávaro                               | Baviera                                     | Alemanha             |
| Federação dos Votantes do Schleswig do Sul   | Dinamarqueses e frisões do Schleswig do Sul | Alemanha             |
| Partido Democrático de Artsaque              | Artsaque                                    | Artsaque/ Azerbaijão |
| Lista da Unidade (Áustria)                   | Eslovenos da Caríntia                       | Áustria              |
| Nova Aliança Flamenga                        | Flandres                                    | Bélgica              |
| Organização Macedónia Unida - Pirin          | Macedónios da Bulgária                      | Bulgária             |
| Movimento Morávio                            | Morávia                                     | Chéquia              |
| Partido de Schleswig                         | Alemães do Schleswig do Norte               | Dinamarca            |
| Andaluzia por Si                             | Andaluzia                                   | Espanha              |
| Estado Aragonês                              | Aragão                                      | Espanha              |
| Esquerda Republicana da Catalunha            | Catalunha                                   | Espanha              |
| Bloco Nacionalista Galego                    | Galiza                                      | Espanha              |
| Novas Canárias                               | Ilhas Canárias                              | Espanha              |
| Més per Menorca                              | Ilhas Baleares                              | Espanha              |
| PSM-Acordo Nacionalista                      | Ilhas Baleares                              | Espanha              |
| Eusko Alkartasuna                            | País Basco                                  | Espanha              |
| Mais-Compromisso                             | Comunidade Valenciana                       | Espanha              |
| Oljka Party                                  | Ístria                                      | Eslovénia            |
| Futuro de Aland                              | Ilhas Åland                                 | Finlândia            |
| Unser Land                                   | Alsácia                                     | França               |
| União Democrática Bretã                      | Bretanha                                    | França               |
| Partido da Nação Corsa                       | Córsega                                     | França               |
| Femu a Corsica                               | Córsega                                     | França               |
| Partido Occitano                             | Occitânia                                   | França               |
| Movimento Regional Saboiano                  | Sabóia                                      | França               |
| Unidade Catalã                               | Catalunha do Norte                          | França               |
| Partido Nacional Escocês                     | Escócia                                     | Reino Unido          |
| Plaid Cymru                                  | País de Gales                               | Reino Unido          |
| Partido do Yorkshire                         | Yorkshire                                   | Reino Unido          |
| Mebyon Kernow                                | Cornualha                                   | Reino Unido          |
| Partido da Amizade, Igualdade e Paz          | Turcos da Grécia                            | Grécia               |
| Pacto para a Autonomia                       | Friul-Veneza Júlia                          | Itália               |
| Süd-Tiroler Freiheit                         | Tirol do Sul                                | Itália               |
| Union valdôtaine                             | Vale de Aosta                               | Itália               |
| Sicilianos Livres                            | Sicília                                     | Itália               |
| Partido Nacional Frisão                      | Frísia                                      | Países Baixos        |
| Aliança Húngara da Transilvânia              | Húngaros da Transilvânia                    | Roménia              |
| Liga dos Sociais-Democratas da Voivodina     | Voivodina                                   | Sérvia               |

#### Suspensos
| Organização            | Região ou grupo étnico | País    |
| ---------------------- | ---------------------- | ------- |
| União Russa da Letónia | Russos da Letónia      | Letónia |

### Membros individuais
O partido também inclui vários membros individuais, embora, tal como a maioria dos outros partidos europeus, não tenha procurado desenvolver a adesão individual em massa.
Segue-se a evolução da filiação individual no partido desde 2019.
Membros individuaisMembros individuais dos partidos políticos europeus0246810201920202021202220232024ALE

## Nas Instituições Europeias
| Organização        | Instituição                            | Número de lugares |
| ------------------ | -------------------------------------- | ----------------- |
| União Europeia     | Parlamento Europeu                     | 8 / 720           |
| União Europeia     | Comissão Europeia                      | 0 / 27            |
| União Europeia     | Conselho Europeu (Chefes de Governo)   | 1 / 27            |
| União Europeia     | Conselho da União Europeia (Ministros) |                   |
| União Europeia     | Comité das Regiões                     | 17 / 329          |
| Conselho da Europa | Assembleia Parlamentar                 |                   |